# Solonchak

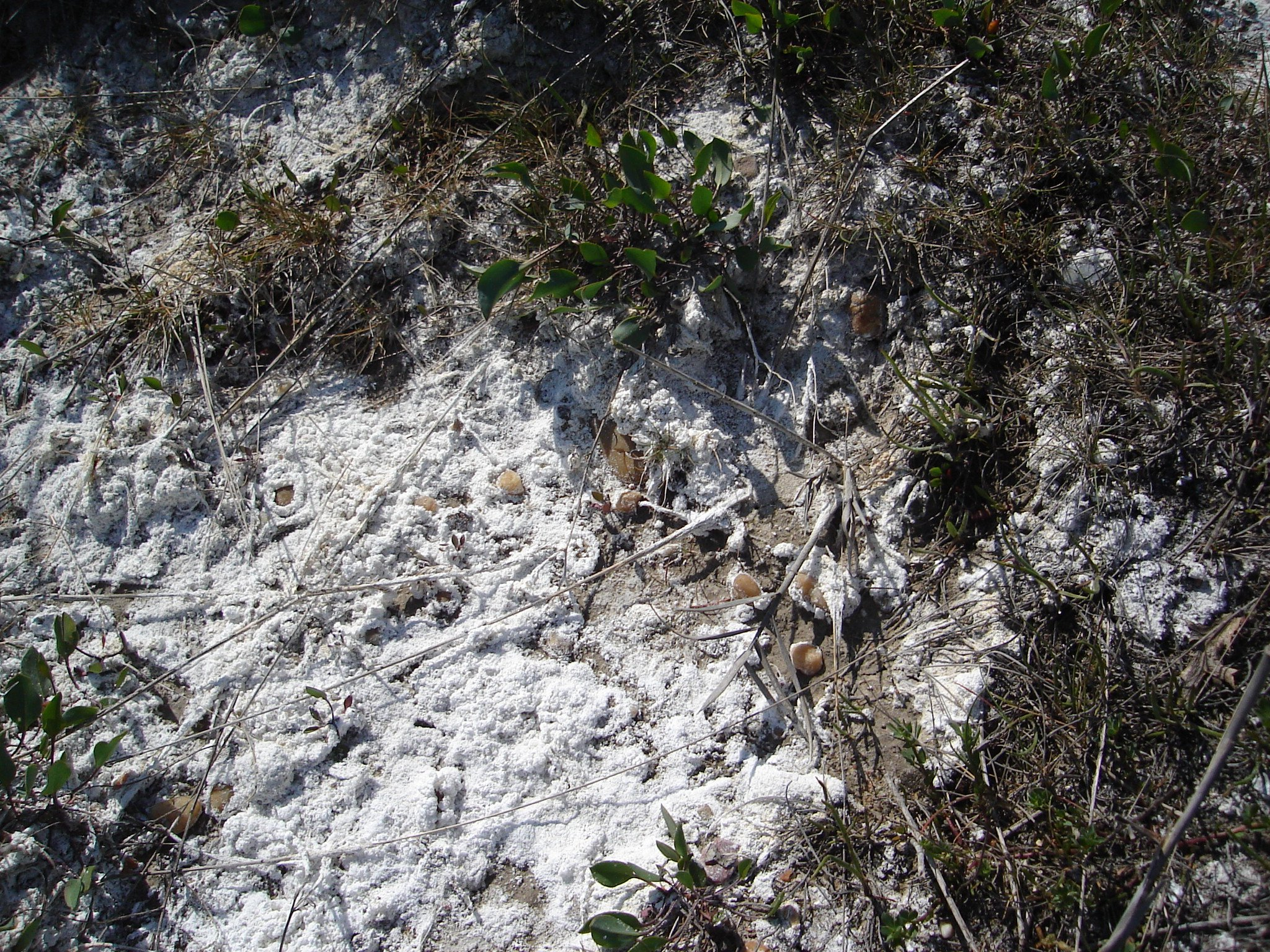
Solonchak-sol

Le Solontchak (du russe : Солончак) est un type de sol de forte salinité, se formant lorsque l'évaporation est supérieure aux apports par les pluies, sous l'influence d'une nappe phréatique affleurante - permanente ou saisonnière - , voire sur les côtes par des infiltrations d'eau salée.
Les Solonchaks sont un groupe de référence dans la Base de référence mondiale pour les ressources en sols.